# 鯉沢バイパス
- 日本の道路 > 一般国道 > 国道17号 > 鯉沢バイパス
- 日本の道路 > 一般国道 > 国道353号 > 鯉沢バイパス

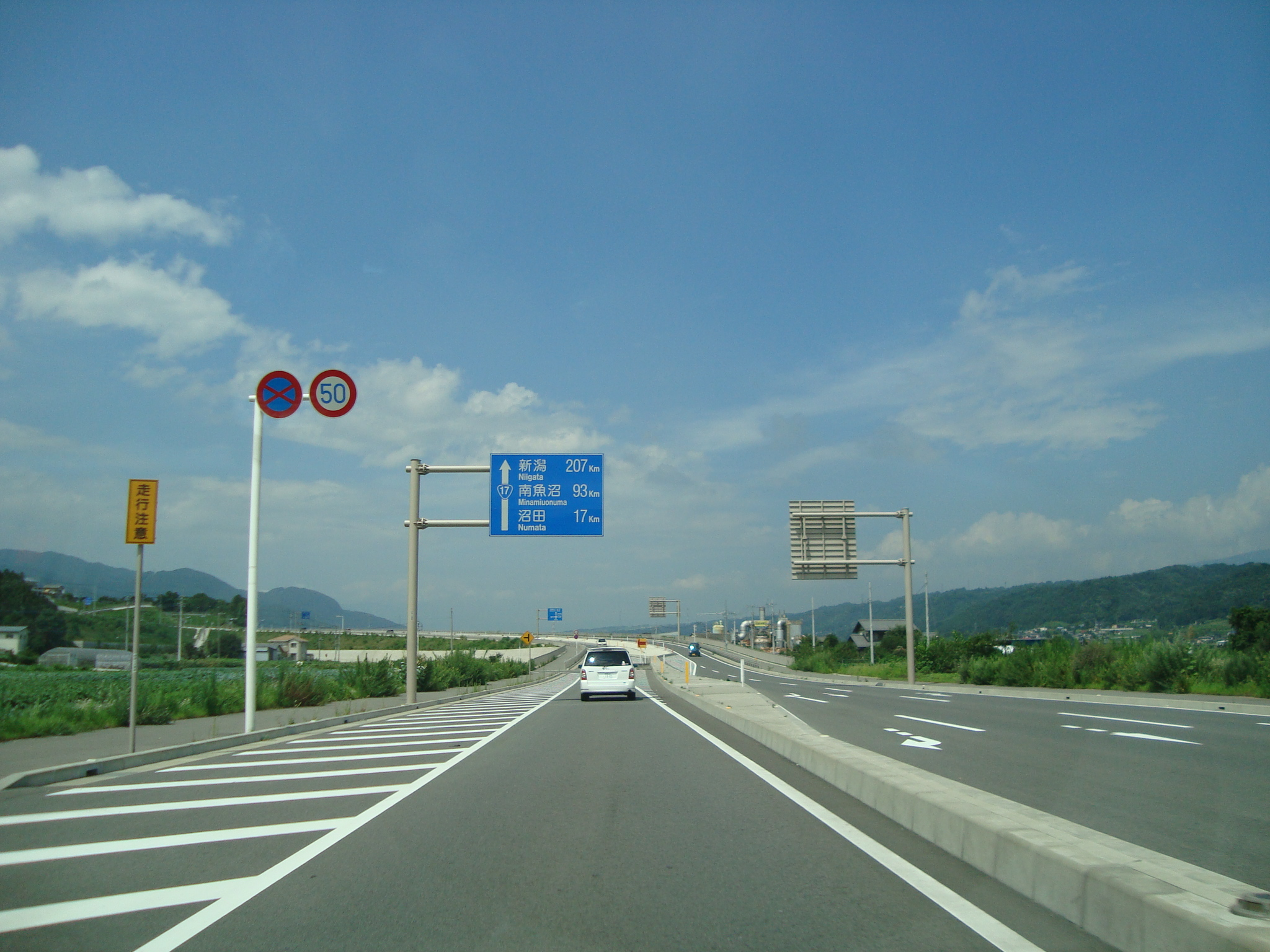
国道17号（群馬県渋川市白井付近）

鯉沢バイパス（こいざわバイパス）は、渋川市内を走る国道17号と国道353号のバイパスである。
現道の鯉沢交差点は、通勤時間帯のみならず、草津温泉を始めとする吾妻地域の観光シーズンには最大で3km近い渋滞が発生し通過に1時間以上も要していた。関係市町村の首長が結成した「国道17号・353号鯉沢バイパス建設促進期成同盟会」がその対策としての道路早期整備を求め、それにより計画・建設された道路である。一体的に事業が進められた。
現在は、いずれも現道となっており、国道17号の旧道は国道291号に、国道353号の旧道は群馬県道33号渋川松井田線にそれぞれ転換されている。

## 国道17号鯉沢バイパス
渋川市の国道17号バイパス（全長5.5  km）である。

### 概要
- 起点 : 群馬県渋川市渋川東町関下
- 終点 : 群馬県渋川市上白井
- 全長 : 5.5 km
- 規格 : 第3種第1級
- 設計速度 : 80 km/h
- 道路幅員 : 25.0 m
- 車線幅員 : 3.5 m
- 車線数 : 4車線

### 接続するバイパスの位置関係
（高崎・前橋方面）渋川バイパス - 鯉沢バイパス -（現道）- 綾戸バイパス（湯沢・新潟方面）

### 接続道路
↓〈起点手前の下郷交差点より、国道353号との重複区間〉
- 国道17号（渋川バイパス・現道、前橋方面）に直結
- 国道291号（渋川バイパス・当バイパスの旧道、子持方面）
↑〈ここまで、国道353号との重複区間〉
- 国道353号（鯉沢バイパス）
- 群馬県道158号宮田吹屋線
- 国道291号（当バイパスの旧道、子持方面）
- 国道17号（現道）に直結

### 沿革
- 1987年度（昭和62年度） : 渋川市東町関下 - 北群馬郡子持村白井（当時）間延長2.3 kmが事業化[1]。
- 1988年（昭和63年）10月[要出典] : 渋川市東町関下 - 子持村白井間延長2.3 kmが都市計画決定[1]。
- 1996年（平成8年）10月[要出典] : 渋川市東町関下 - 子持村白井間延長2.3 kmが暫定2車線で供用開始[1]。
- 1997年度（平成9年度） : 子持村白井 - 子持村上白井（当時）間延長3.2 kmが事業化[1]。
- 2008年（平成20年）7月7日 : 国道17号バイパス（起点） - 国道353号バイパス間延長2.3 kmの4車線化完成。渋川市白井 - 同市上白井間延長3.2 kmの暫定2車線供用開始。鯉沢バイパス全線開通[1][2]。
- 2011年（平成23年）12月13日：国道353号バイパスと平行する旧道区間が、国道指定を解除されたことに伴い、国道17号バイパス起点から国道353号バイパス分岐までの区間が、国道17号と国道353号の重複区間となる。
- 2015年（平成27年）4月1日より、渋川市渋川の吾妻新橋南交差点から渋川市中郷までの旧道区間が群馬県へと管理が移管され、国道17号と重用されていた国道291号と指定された[3]。

## 国道353号鯉沢バイパス
渋川市の国道353号バイパス（全長2.2km）である。

### 概要
- 起点 : 群馬県渋川市白井
- 終点 : 群馬県渋川市北牧
- 全長 : 2.2 km
- 規格 : 第3種第2級
- 設計速度 : 60 km/h
- 道路幅員 : 14.0 m
- 車線幅員 : 3.25 m
- 車線数 : 2車線
- 事業費 : 約58億円

### 接続道路
- 国道17号（鯉沢バイパス・現道） ※ 前橋方面の下郷交差点からここまで国道353号重複区間
- 国道291号（国道17号旧道）

### 沿革
- 1988年度（昭和63年度） : 事業化。
- 1989年度（平成元年度） : 用地買収に着手。
- 1991年度（平成3年度） : 着工。
- 1996年（平成8年）10月 : 北群馬郡子持村（当時）白井 - 吹屋交差点（国道17号現道交差点）間延長0.8 km供用開始。
- 2006年（平成18年）2月4日 : 吹屋交差点（国道17号現道交差点） - 子持村（当時）北牧間延長1.4 kmの供用開始に伴い、全線開通。
- 2011年（平成23年）12月13日：当バイパスによって代替された旧道区間が、国道指定を解除される。[4]

### 交通量
2005年度（平成17年度道路交通センサスより）
平日24時間交通量（台）
- 渋川市吹屋1113 : 15,750